# 神奈川県道50号座間大和線
座標: 北緯35度30分4.2秒 東経139度25分53.9秒 / 北緯35.501167度 東経139.431639度

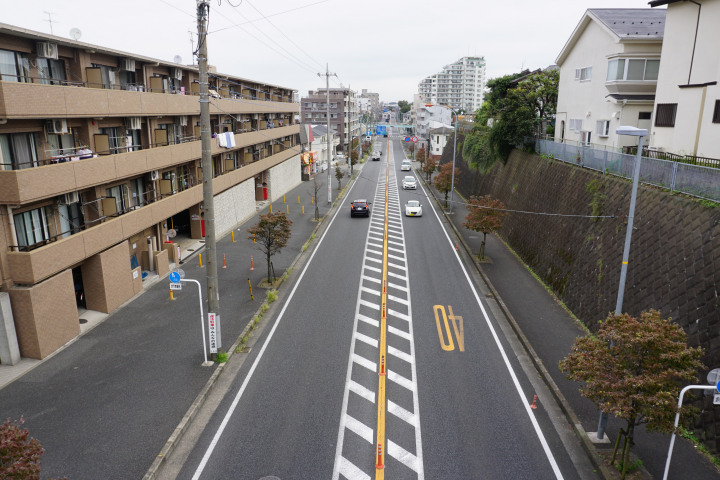
坂上橋付近（大和市つきみ野1丁目）

神奈川県道50号座間大和線（かながわけんどう50ごう ざまやまとせん）とは、神奈川県座間市相模が丘の相武台団地入口交差点から大和市下鶴間の下鶴間交差点までの主要地方道である。

## 概要
この道路は通称「座間街道」と呼ばれており、起点の相武台団地入口交差点の延長上に神奈川県道507号相武台相模原線があり、地元では神奈川県道507号相武台相模原線（村富線）と一体化して認識されている。
また、神奈川県道50号と同507号をあわせると国道16号の旧道と接続されていることから、国道16号の迂回路としても利用されている。
元々周辺に物流拠点や工場が多く存在し、付近の大型商業施設への接続道路となっていたために渋滞が発生していたが、座間市の道路脇にイオンモールが開店したことにより慢性的に渋滞が発生する状況である。週末の昼間は渋滞が県道内で捌ききれず、付近の道路まで連鎖的に渋滞しているような状態になっている。行政側もこの問題は認識しており、変則交差点（小松原交差点、座間市）を改良して信号を減らすなどの対策が実施されたが根本的な解決には程遠いというのが現状である。

### 路線データ
- 全長：4.8km
- 起点：座間市相模が丘 相武台団地入口交差点（北緯35度30分29.7秒 東経139度24分51.8秒、神奈川県道51号町田厚木線・神奈川県道507号相武台相模原線接続）
- 終点：大和市下鶴間 下鶴間交差点（北緯35度30分16.4秒 東経139度27分51.5秒、神奈川県道56号目黒町町田線）

## 地理

### 通過する自治体
- 神奈川県
  - 座間市 - 大和市

### 経路および交差する道路・鉄道路線
- 神奈川県座間市
  - 相武台団地入口交差点（神奈川県道51号町田厚木線（行幸道路）・神奈川県道507号相武台相模原線）
  - 立体交差（北緯35度30分26.9秒 東経139度24分56.8秒、小田急小田原線）
- 神奈川県大和市
  - 山王原跨線橋（北緯35度30分3.8秒 東経139度26分42.6秒、小田急江ノ島線）
  - 下鶴間交差点（神奈川県道56号目黒町町田線）

起点・終点の両区間内に交差する国道はなし。県道は、始点相武台団地入口交差点で県道51号（通称行幸道路）と交差する。

### 周辺の施設
- 座間市立相模が丘小学校
- 座間市立相模野小学校
- 座間市立相模中学校
- カレスト座間
- イオンモール座間
- イオンシネマ座間
- 大和市立緑野小学校
- 聖セシリア女子中学校・高等学校
- 聖セシリア小学校
- りんかんモール
- イオンスタイルつきみ野（前イオンつきみ野店）

その他、多数の工場が沿線に立地する。